# San Juan Teponaxtla, San Juan Tepeuxila
San Juan Teponaxtla är en ort i Mexiko.   Den ligger i kommunen San Juan Tepeuxila och delstaten Oaxaca, i den sydöstra delen av landet, 300 km sydost om huvudstaden Mexico City. San Juan Teponaxtla ligger 1 542 meter över havet och antalet invånare är 679.
Terrängen runt San Juan Teponaxtla är varierad, och sluttar söderut. Runt San Juan Teponaxtla är det glesbefolkat, med 9 invånare per kvadratkilometer. Närmaste större samhälle är San Juan Quiotepec, 19,2 km sydost om San Juan Teponaxtla. I omgivningarna runt San Juan Teponaxtla växer i huvudsak städsegrön lövskog.